# Bentheim-Bentheim
Bentheim-Bentheim fue un condado en el suroeste de Baja Sajonia, Alemania, cuyas fronteras de 1806 son las modernas fronteras del Distrito de Bentheim. Este condado fue formado a partir del condado de Bentheim en 1277, y de él fue formado Bentheim-Steinfurt en 1454. Bentheim-Bentheim volvió a refusionarse en 1643 y fue mediatizado a Berg en 1806, antes de ser anexionado por Francia en 1810. Fue concedido a Hanóver por el Congreso de Viena.

## Condes de Bentheim-Bentheim (1277-1530)
Gerulfingen
- Egbert (1277-1305)
- Juan (1305-1333)
- Simón (1333-1348)
- Otón III (1348-1364)
- Bernardo I (1364-1421)

Götterswyk
- Eberwin I (1421-1454)
- Bernardo II (1454-1473)
- Eberwin II (1473-1530)

## Condes de Bentheim-Bentheim (1643-1806)
- Felipe Conrado (1643-1668)
- Arnaldo Mauricio (1668-1701)
- Hermán Federico (1701-1723)
- Luis Francisco (1723-1731)
- Federico Carlos (1731-1803)
- Luis (Conde de Bentheim-Steinfurt) (1803-1806)

- Datos: Q3638323